# بویناکر
بویناکر ( ترکی آذربایجانی: Boynakər) یک منطقهٔ مسکونی در جمهوری آرتساخ است که در استان کاشاتاق واقع شده‌است.